# Качанов (Словаччина)
Качанов (словац. Kačanov) — село, громада в окрузі Михайлівці, Кошицький край, Словаччина. Село розташоване на висоті 100 м над рівнем моря. Населення — 400 осіб (99 % — словаки).

## Історія
Перше згадка 1304 року.

## Інфраструктура
У селі є бібліотека.

## Населення
| Рік:            | 1994. | 2004.    | 2014.    | 2024.    |
| --------------- | ----- | -------- | -------- | -------- |
| Кількість осіб: | 345   | 399      | 446      | 545      |
| Різниця:        |       | +15,65 % | +11,77 % | +22,19 % |

| Рік:            | 2023. | 2024.   |
| --------------- | ----- | ------- |
| Кількість осіб: | 535   | 545     |
| Різниця:        |       | +1,86 % |